# Castanet, Aveyron
Castanet är en kommun i departementet Aveyron i regionen Occitanien i södra Frankrike. Kommunen ligger  i kantonen Baraqueville-Sauveterre som ligger i arrondissementet Rodez. År 2022 hade Castanet 525 invånare.

## Befolkningsutveckling
Antalet invånare i kommunen Castanet
Referens: INSEE